# 쇠꼬리

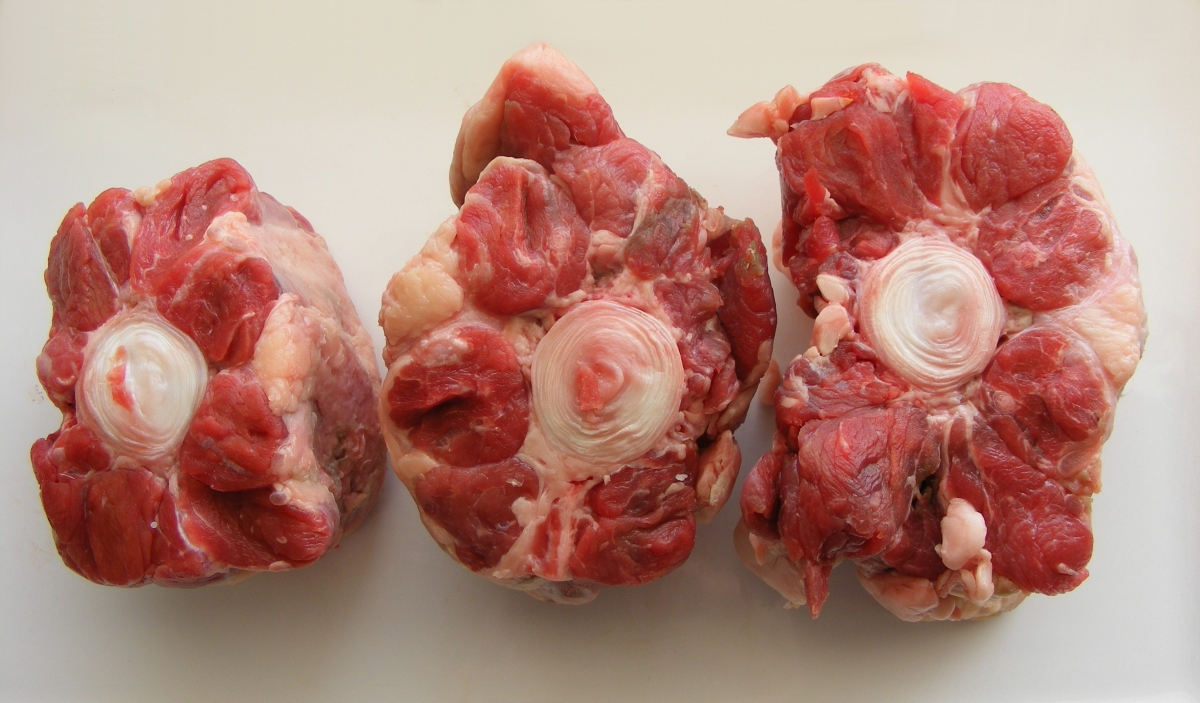
쇠꼬리

쇠꼬리 또는 소꼬리는 소의 꼬리이다. 결합조직이 많아 육수를 내거나 곰탕을 끓이는 등 오랜 시간 조리해 이용한다. 꼬리찜이나 족편을 만들 때 쓰기도 한다.

## 같이 보기
- 쇠꼬리국